# 帕考尔
帕考尔（Pakaur），是印度贾坎德邦Pakaur县的一个城镇。总人口36014（2001年）。

## 人口
该地2001年总人口36014人，其中男性18963人，女性17051人；0—6岁人口5790人，其中男2923人，女2867人；识字率60.92%，其中男性为66.51%，女性为54.71%。